# ثمانيات شوكوو
ثمانيات شوكوو

كانت ثمانيات شوكوو هي خامس مجموعة ولادات متعددة على قيد الحياة في التاريخ المسجل، وأول من لديهم سبعة من ثمانية أطفال في مرحلة الطفولة. وقد حدثت الولادة في كانون الأول/ديسمبر 1998.

## تاريخ العائلة
وقد ولدت الفتيات الست والصبيان في كانون الأول/ديسمبر 1998في مستشفى سانت لوك الأسقفي في هيوستن، تكساس. والداهما - الأم، نكيم شوكوو والأب، إيك لويس أودوبي - كلاهما مواطنان أمريكيان من أصل نيجيري.
وزن كل منهم أقل من رطلين وقت الولادة.وكان أول مولود، إيبوكا، تمت ولادتها في 8 ديسمبر/كانون الأول، قبل 15 أسبوعا من الموعد المحدد. أما بقية السبع توائم الباقين فقد ولدها قسم القيصرية في 20 ديسمبر، أي قبل 13 أسبوعا من الموعد المحدد أصغر الثمانيات، أوديرا، توفيت في 27 كانون الأول/ديسمبر بعد اسبوع من ولادتها (كانت هي الاخف وزنا من بين 8 أطفال، كانت تزن أكثر من 300 غرام (10 اوز). كان طبيب التوليد براين كيرشون، طبيب معروف يمارس في هيوستون.
احتفل بقية التوائم بعيد ميلادهم العاشر في هيوستن في 20 ديسمبر/كانون الأول 2008، برفقة متطوعين ساعدوهم في سنهم الأولى. تفيد التقارير بأن الفتيات الخمس والصبيان الاولاد «عاديون ونشطون ومشرقون في الصف الرابع».
وقد سُمي الأطفال على النحو التالي:
| الاسم الكامل         | الكنية | الجنس | الوزن عند الولادة  | المعنى          |
| -------------------- | ------ | ----- | ------------------ | --------------- |
| شوكويبوكا نكيمويا    | إيبوكا | انثى  | 690 غم (22 أونصة)  | الله كبير       |
| شيديما أنوليكا       | تشيدي  | انثى  | 760 غم (24.4أونصة) | الله طيب        |
| شينشيريم نووابوجو    | ايشي   | انثى  | 800 غم (25.7أونصة) | الله يعتقد لي   |
| شيمايجيم اوتو        | تشيما  | انثى  | 730 غم (23.5أونصة) | الله يعلم رحلتي |
| تشيجيندو شيديرا      | اوديرا | انثى  | 320 غم (10.3أونصة) | الله يحمل حياتي |
| شوكوبويكيم مادوابيتش | ايكيم  | ذكر   | 500 غم (16أونصة)   | الله قوتي       |
| شيجيوك شينيدوم       | جيوك   | ذكر   | 810 غم (26أونصة)   | الله يحمل نصيبي |
| شيناغوروم شيديبير    | جوروم  | انثى  | 520 غم (16.7أونصة) | الله هو مدافعي  |

## المظاهر الاعلامية
في أوائل يناير 2009، ظهرت نكيم تشوكو وزوجها، إيك لويس أودوبي، في 27 يناير 2009، للمرة الأولى منذ 10 سنوات على التلفزيون الوطني على قناة ABC في برنامج صباح الخير امريكا في مقطع مسجل مسبقا حيث علقوا على ولادة ثمانية توائم لناديا سليمان. وفي اليوم التالي، 28 يناير/كانون الثاني 2009، ظهرت الأسرة بأكملها مع الجدة جانيت شوكو في برنامج عرض اليوم على شبكة ان بي سي، وهي المرة الأولى التي ظهرت فيها الثماني على شاشات التلفزيون الوطني منذ أعياد ميلادهم الأولى. في وقت لاحق من ذلك اليوم، تم نقلهم إلى مقر وكالة أسوشيتد برس العالمية (AP) لإجراء مقابلة تليفزيونية مع وكالات الانباء العالمية. وفي يوم الاثنين 2 فبراير/شباط، ظهروا أيضاً في عرض لاري كينج الحي في جزء بعنوان «غضب الثماني» يركز على التغطية العالمية التي ولدها أطفال ناديا سليمان الاربعة عشر، والجدل الأخلاقي والطبي.
في 9 فبراير/شباط 2009، ظهر نكيم وإيكي شوكو على الراديو الأول في برنامج «معنيك». كما ظهرا يوم الأحد 15 فبراير/شباط 2009، على مقطع تلفزيوني محلي على تلفزيون «خو-تي في»، هيوستن- تكساس، على تحديث عائلي. كما ظهرا على قناة AC360 التابعة لشبكة سي-ان-ان في 18 فبراير/شباط 2009. وفي وقت لاحق خاطب نكيم تشوكوو صف الثمانية لناديا سليمان مع راندي كاي من برنامج أندرسون كوبر 360 من السي إن إن في 18 فبراير/شباط 2009.
في 2 فبراير/شباط 2009، أصدر نكيم شوكو البيان:
«في ضوء رواية» أم بلفلاور"، قصة ناديا سليمان، تحدثت في برنامج عرض اليوم. وعندما سئل، قال إيك لويس أودوبي في مقابلة مع أسوشيتد برس الأخيرة "إذا كان بإمكانك أن تعتني بأحد، فيمكنك أن تعتني بثمانية"."
شرعت ثماني شوكوو في جولة حول العالم تحت عنوان «تعزيز العاى لات الصحية».الجولة التي بدأت في منتصف عام 2009 وشملت الولايات المتحدة وكندا والمملكة المتحدة وأستراليا ونيوزيلندا وإنكلترا ونيجيريا الام وشملت زيارات إلى برامج حوارية تلفزيونية وعيادات صحية ومخيمات صيفية، وندوات سوبر ماركت عن الأسر الكبيرة للأطفال والتحدث في العيادات ما قبل الولادة وبعدها لنكيم. في 18 مارس/آذار 2009، مقابلة في صحيفة ديلي سنتينيل، قال إيك لويس ونكيم إنهما لم يقصدوا أن يكون لديهم الكثير من الأطفال ولكنهم قبلوا الأطفال كهدية من الله. هناك العديد من المشاريع قيد العمل لتشوكوس، بما في ذلك كتاب، وصفقات المجلات، وحتى فيلم وثائقي محتمل.

## روابط خارجية
- Texas Children Hospital Press Release discharging first 3 of the Octuplets
- Chukwu Octuplets on the Associated Press Television 1/28/09
- Chukwu Octuplets on NBC's TODAY show 1/28/09
- Nkem Chukwu archives in The New York Times
- Nkem Chukwu recent archives at Very Recent